# François Preux
Pour les articles homonymes, voir Preux (homonymie).
Pas d'image ? Cliquez ici

a Compétitions nationales et continentales officielles uniquement.

b Matchs officiels uniquement.
Dernière mise à jour le 14 mai 2024.
François Preux, né le 1er juillet 1966 à Pau (Pyrénées-Atlantiques), est un joueur français de rugby à XV évoluant au poste de centre. Il est international junior en 1985.

## Biographie

### Jeunesse et formation
François Preux naît le 1er juillet 1966 à Pau et grandit à Jurançon[réf. nécessaire]. Il commence le rugby à XV à l'AS Jurançon, où il évolue aux côtés de son frère Jean Preux. Il rejoint ensuite la Section paloise en 1986[réf. nécessaire]. Il est un ami d'enfance de Philippe Racz.

### Carrière en club
François Preux participe à deux finales du championnat de France Groupe B avec la Section paloise. Malheureusement, ces finales se sont soldées par des défaites contre le Castres olympique en 1989 et le Stade montchaninois en 1990. 
En 1987, François Preux s'offre une escapade de quatre mois en Nouvelle-Zélande, à Wellington. Preux évolue dans le championnat local sous les couleurs du Pōneke Football Club, l'un des clubs les plus anciens du pays, fondé en 1883. 
François Preux termine sa carrière au FC Lourdes.

### Carrière internationale
François Preux est convoqué avec l'équipe de France junior en 1985 pour affronter l'Angleterre et le pays de Galles.
En 1989, François Preux porte les couleurs de l'équipe de France A durant le Trophée européen FIRA. Preux est titulaire à l'arrière face à l'Espagne, à Hendaye, inscrivant un essai à l'occasion de la victoire française sur le score de 57 à 7. Il évolue ce jour-là aux côtés de joueurs comme Pierre Hontas, Marc Dal Maso ou Olivier Roumat. Aucune cape officielle n'est attribuée.

### Après carrière
François Preux devient préparateur physique. Il refuse cependant le poste à la Section paloise en 1996. En 2010, il est préparateur physique de Saint-Palais, en Amikuze. 